# Eupempelus
Eupempelus is een kevergeslacht uit de familie van de boktorren (Cerambycidae). De wetenschappelijke naam van het geslacht werd voor het eerst geldig gepubliceerd in 1870 door Bates.

## Soorten
Eupempelus omvat de volgende soorten:
- Eupempelus illuminus Mermudes & Napp, 2001
- Eupempelus olivaceus Bates, 1870
- Eupempelus spinithorax Mermudes & Napp, 2001